# Trapezblech

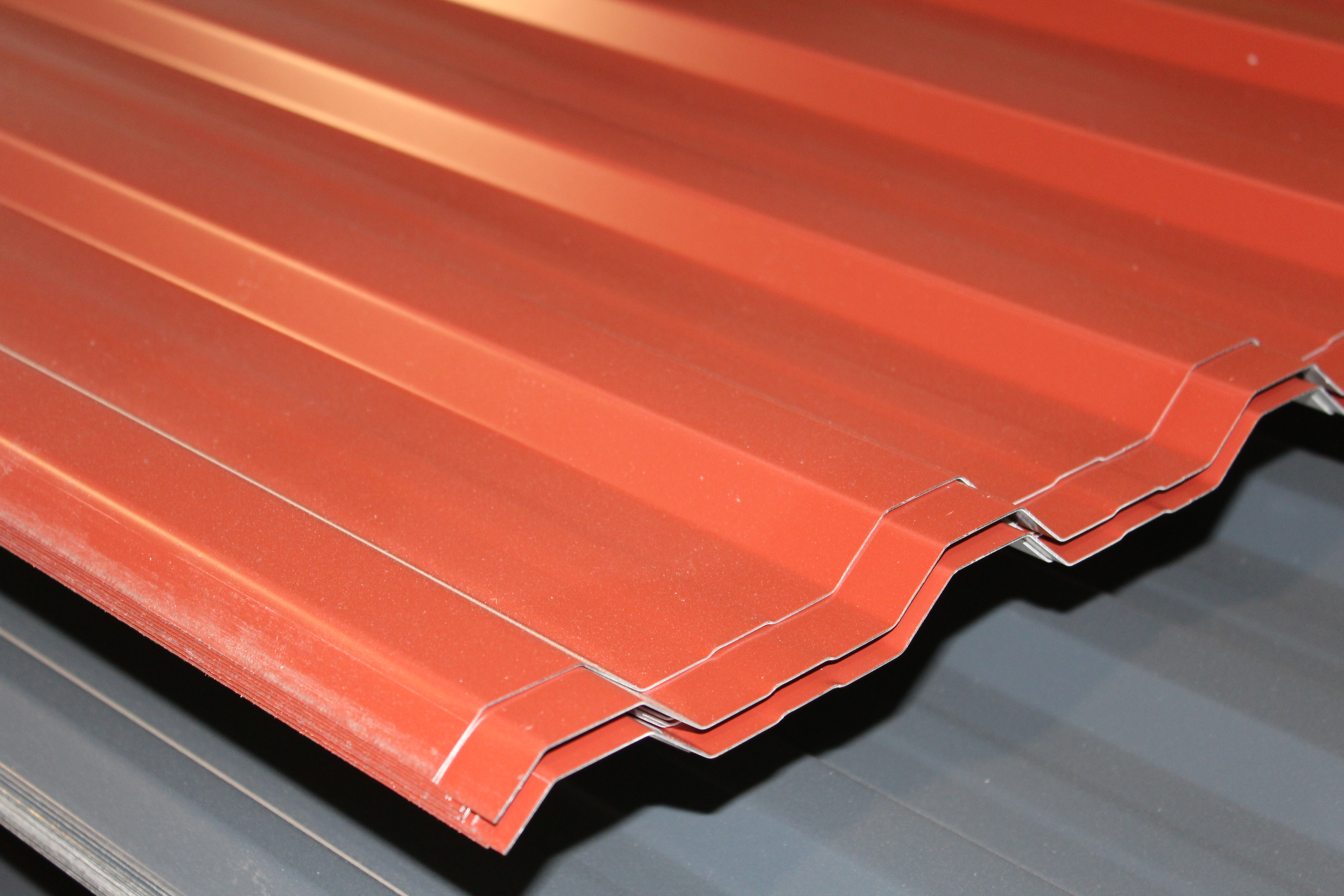
Trapezprofil.

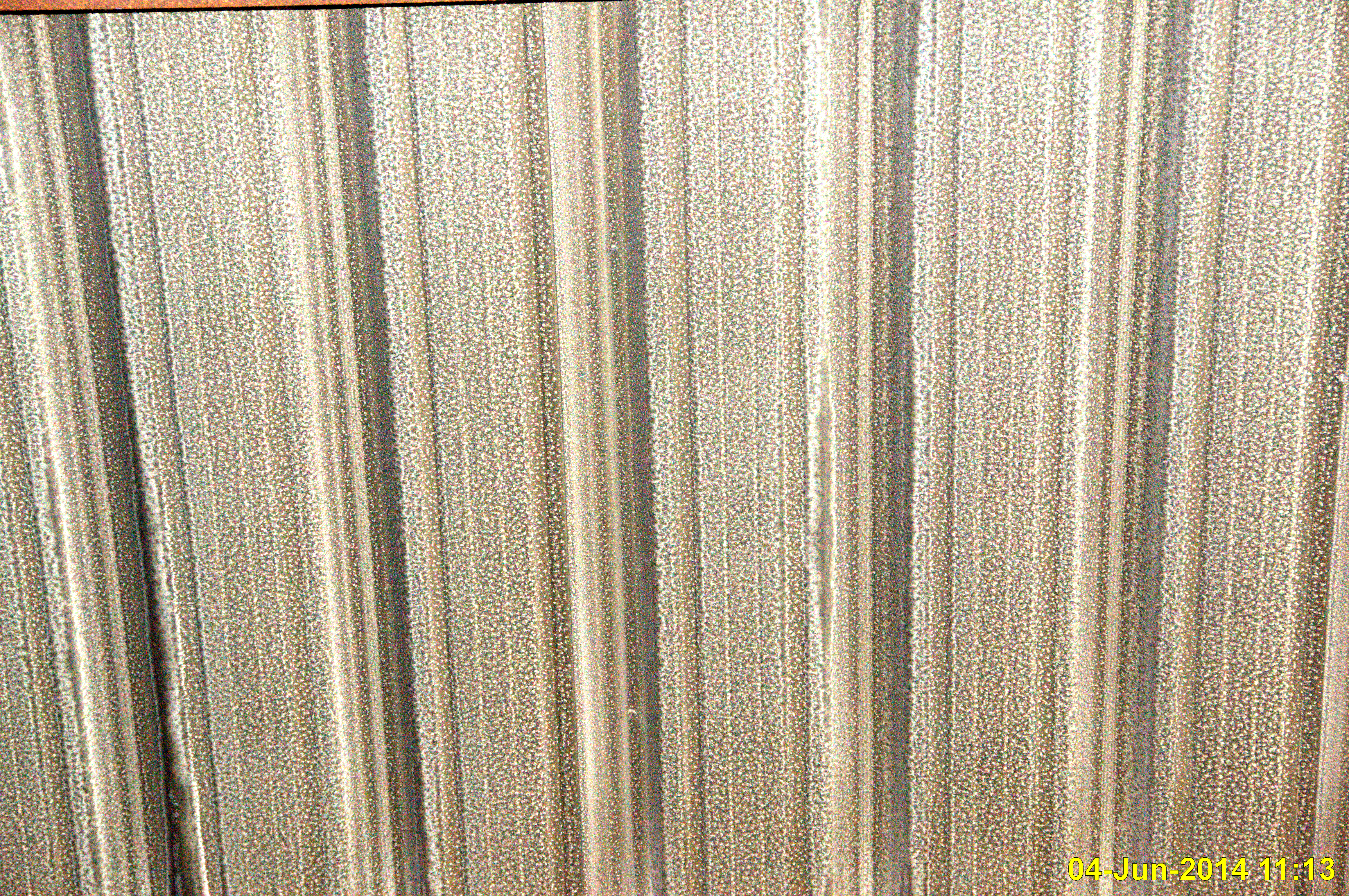
Trapezprofil von unten gesehen.

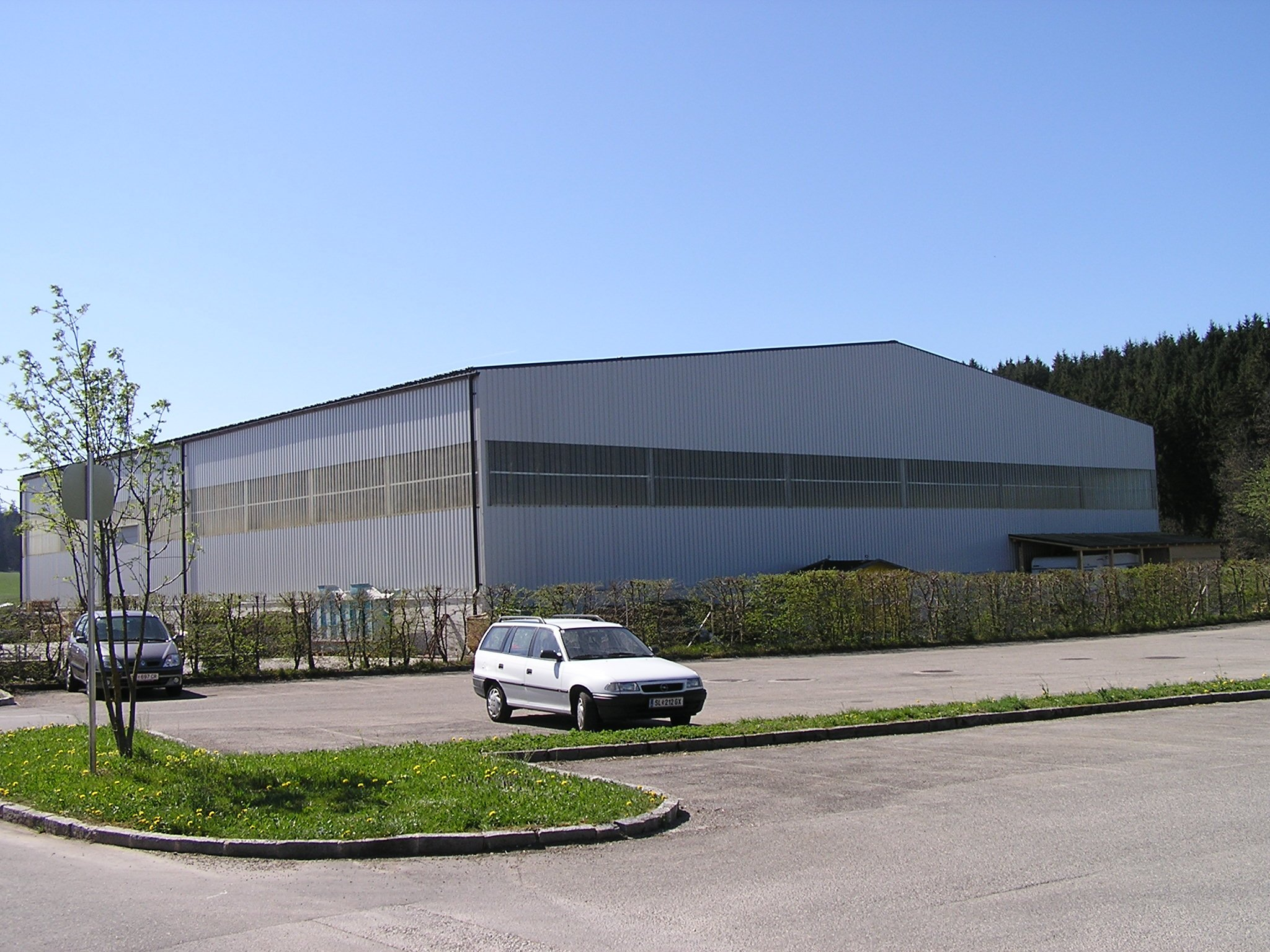
Ausführungsbeispiel einer Fabrikhalle in Salzburg (Österreich) unter Verwendung von Trapezprofilen.

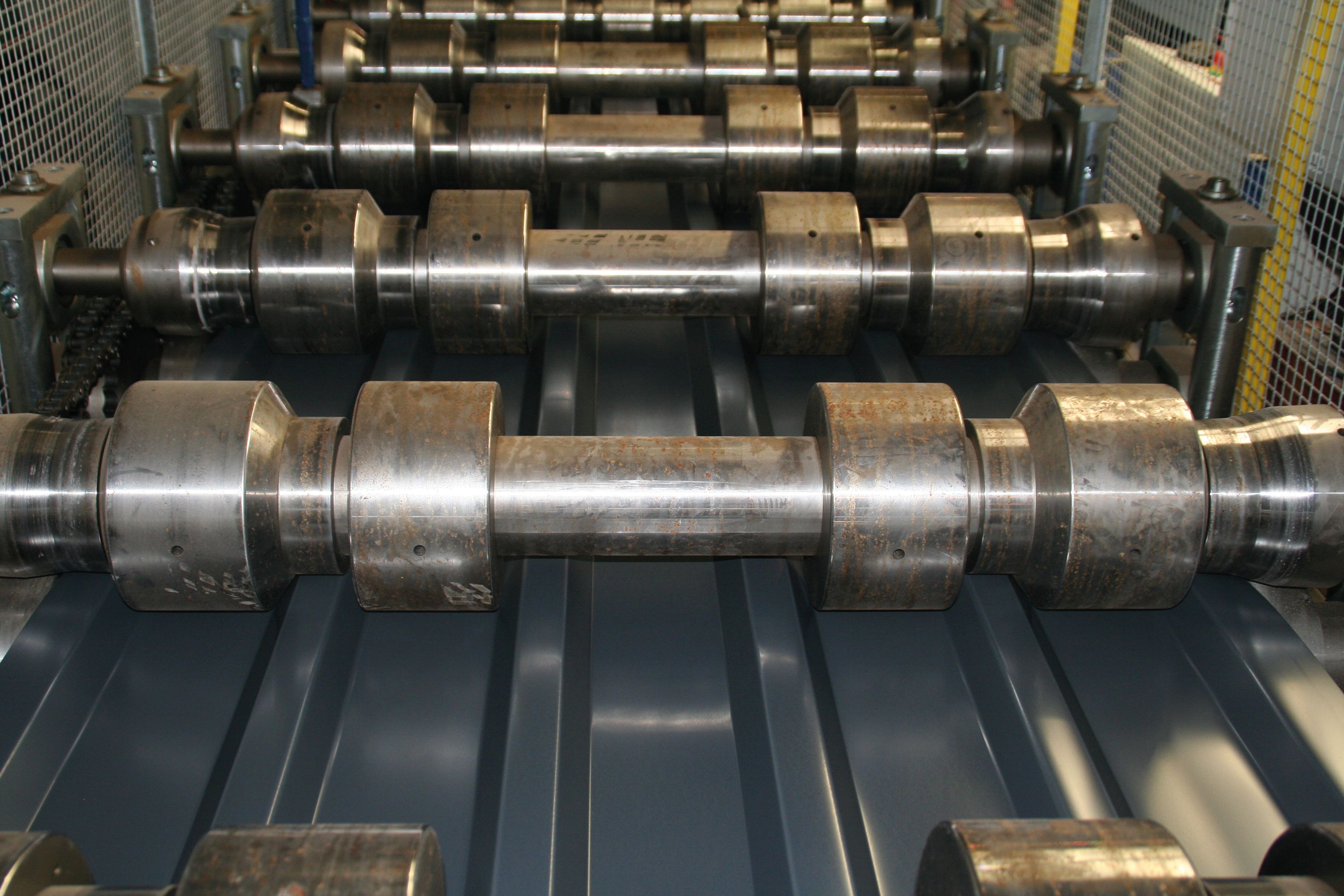
Trapezprofil im Rollformer.

Trapezbleche (auch Trapezprofile oder Profiltafeln) sind im Querschnitt trapezähnlich gekantete Profilbleche (im Gegensatz zu Wellprofilen, deren Querschnitt sinusförmig gekrümmt verläuft). Trapezprofile finden vor allem im Gewerbe- und Industriebau vielfältige Anwendung für Dach-, Decken- und Wandkonstruktionen. Die obenliegenden Bereiche des Trapezprofils werden als Obergurt, die untenliegenden als Untergurt bezeichnet. Versteifungen in Obergurten, Untergurten und Stegen nennt man Sicken oder Versätze.

## Verwendung

Beispielhafter Flachdachaufbau mit I-Trägern aus Stahl zuunterst, Trapezprofil in Positivlage, Dampfsperre, druckfester Wärmedämmung und Dachabdichtung.

Trapezprofile werden insbesondere zur Herstellung von Decken, Dächern und Wänden eingesetzt. Ein typisches Einsatzgebiet ist der Industrie- und Hallenbau, häufig in Verbindung mit einer Stahl-Skelettkonstruktion. 
Gründe für den Einsatz von Trapezprofile:
- geringer Aufwand für Transport und Lagerung
- geringes Gewicht
- geringe Herstellungskosten,
- rascher Baufortschritt durch leichte, großflächige und auf Maß geschnittene bzw. vorgefertigte Elemente
- einfache Montage (Befestigung mit selbstschneidenden Schrauben)

Bei erhöhten Anforderungen an Wärmeschutz, Schallschutz, Schwingungsanfälligkeit und Brandschutz muss das dünne Trapezprofil im Verbund mit anderen Baumaterialien eingebaut werden.
Gründe gegen die Verwendung von Trapezprofilen:
- Das Auftreffen von Regentropfen und Hagel ist oft im unter der Trapezblechdeckung hörbar, in geringerem Maß auch bei gedämmten Sandwich-Elementen.
- Im Vergleich zu traditionellen Dachdeckungen wirkt ein mit Trapezblech gedecktes Dach häufig monoton und kontrastarm. Aufgrund ihrer Plastizität und des Schattenwurfs der Stege sind Stehfalzdächer in der Regel optisch attraktiver.

Da es in vielen gewerblich oder industriell genutzten Gebäuden nicht auf den Nutzungskomfort und die optischen Eigenschaften ankommt, liegt hier das Haupteinsatzgebiet für Trapezprofile.
Ab dem 1. Juli 2014 dürfen nach der Bauprodukte-Verordnung (BauPVO) tragende Profiltafeln nur noch nach Eurocode DIN 1993-1-3 bemessen und mit CE-Kennzeichnung und dazugehöriger Leistungserklärung nach DIN EN 1090-1 hergestellt und verbaut werden. Typenbemessungen und Tragfähigkeitsnachweise nach 18807-1 (Stahl) und Ü-Zeichen dürfen nicht mehr verbaut werden.

### Verlegung

#### Positivlage
In der Positivlage weisen die schmalen Stege nach unten bzw. nach innen.
Sie wird bei Trapezblechen gewählt, die keine bedeutenden Wassermengen abführen müssen, um eine möglichst breite Unterlagsfläche für Dämm- oder Dichtmaterialien bereitzustellen.

#### Negativlage
In der Negativlage weisen die schmalen Stege des Blechs nach oben bzw. nach außen.
Die Negativlage wird bei Dachblechen gewählt, da Regenwasser in den breiten Kanälen zwischen den Stegen abfließen kann, ohne diese vollständig aufzufüllen. Der Randbereich von Trapezblechen ist in der Regel so ausgebildet, dass eine Überdeckung ausschließlich im Bereich der schmalen Stegen vorliegt. Liegen die Stege unten, so kann Regenwasser ab einer gewissen Niederschlagsmenge im Bereich der Überdeckung leichter durch die Dachfläche treten.
Im Bereich der schmalen obenliegende Überdeckung der Stege kann das Trapezblech außerhalb der wasserführenden Rinnen durch Schrauben mit der Unterkonstruktion verbunden werden, ohne dass sich das Blech allzu leicht nach unten wölbt.
Bei Wandverkleidungen wird die Negativlage häufig aus optischen Gründen gewählt.

## Herstellung, Material und Korrosionsschutz
Häufigstes Ausgangsmaterial sind Stahl-Feinbleche mit einer Stärke von ca. 0,35 bis 1,50 mm, Aluminiumbleche mit einer Stärke von 0,50 bis 1,20 mm und selten auch Edelstahlbleche. Das häufig bereits endbeschichtete Blech wird von einem Coil (einer Blechrolle) im Kaltverformungsverfahren durch einen Rollformer geführt, der ein Endlosprofil erzeugt, das anschließend mit einer Profilschere auf die gewünschte Länge zugeschnitten wird. Ein Rollformer ist eine Walzstraße mit einer großen Anzahl hintereinanderliegender Walzen.
Die Farbbeschichtung ist "tiefziehfähig" und reißt daher nicht bei der Verformung.
Zum Korrosionsschutz werden Stahlbleche standardmäßig mit einem Metallüberzug versehen (Verzinkung) und meist zusätzlich organisch beschichtet (Bandbeschichtung). Das gesamte Korrosionsschutzsystem bestehend aus Metallüberzug und organischer Bandbeschichtung wird auch Duplex-System genannt.
In Deutschland sind als Duplex-System die nachstehenden Metallüberzüge zu verwenden (Mindestauflage):
- Z275[3] Metallüberzug aus Zink, Auflage insgesamt 275 g / m². Die Zinkschicht hat einen Gehalt von mindestens 99 Massenprozent Zink. Typische Schichtdicke je Seite 20 µm. Typisches Auflagegewicht je Seite 137,5 g / m².

- ZA255[3] Metallüberzug aus einer Zink-Aluminium-Legierung (95 % Zn, 5 % Al), Auflage insgesamt 255 g / m². Typische Schichtdicke je Seite 20 µm. Typisches Auflagegewicht je Seite 127,5 g / m².

- AZ150[3] Metallüberzug aus einer Aluminium-Zink-Legierung (55 % Al, 43,4 % Zn, 1,6 % Si), Auflage insgesamt 150 g / m². Typische Schichtdicke je Seite 20 µm. Typisches Auflagegewicht je Seite 75 g / m².

- ZM120[3] Metallüberzug mit einem Zinkanteil von mindestens 92 % sowie Anteilen von insgesamt bis zu 8 % Magnesium und Aluminium. Typische Schichtdicke je Seite mindestens 9 µm. Typisches Auflagegewicht je Seite 60 g / m².

Die organische Beschichtung kann ein- oder mehrschichtig als Flüssigbeschichtung, als Folienbeschichtung oder als Pulverbeschichtung auf das schmelztauchveredelte Band aufgebracht werden. Im Metallleichtbau ist es üblich, dass die Beschichtung am ebenen Band in einer Bandbeschichtungsanlage (Coil-Coating-Anlage) oder einer kombinierten Bandverzinkungs-und-Bandbeschichtungs-Anlage aufgebracht wird.
Die Bandbeschichtung ist in vielen unterschiedlichen Farben und Beschichtungsstärken möglich. Standardmäßig wird Polyesterharz – SP, eine Flüssigbeschichtung in der typischen Schichtdicke von 25 μm einschließlich etwa 5 μm Grundbeschichtung verwendet. Sie ist eine vielseitig verwendbare Beschichtung mit guter Umformbarkeit und guten dekorativen Eigenschaften. Hinsichtlich ihrer Witterungsbeständigkeit ist sie befriedigend bis gut für den Außeneinsatz geeignet. Weitere Beschichtungsarten sind Polyurethan, HDP, PVDF, PVF und Plastisole (PVC). Die Beschichtungen sind in Schichtdicken bis 200 µm erhältlich und für die verschiedenen Anforderungen unterschiedlich gut geeignet. Der Hersteller sollte bei der Auswahl des richtigen Beschichtungssystems befragt werden.
Aluminiumbleche sind in blank, stucco-dessiniert (strukturiert) und bandbeschichtet erhältlich.
Spezielle Profilvarianten sind:
- Akustikprofile (gelochte Profiltafeln für Innenverkleidungen von z. B. Produktionshallen um den Lärmpegel zu reduzieren)
- Antidröhnbeschichtete Profile
- Bombierte (in Längsrichtung gerundete) Profiltafeln
- Durch Vlies oder anderes saugfähiges Material antitropfbeschichtete Profiltafeln (zur Aufnahme und vorübergehenden Speicherung von Kondenswasser)

## Statik

Trapezprofil 111/275.

Durch das Kanten der Profiltafeln erhöht sich das Flächenträgheitsmoment (bzw. das Widerstandsmoment) des Profils deutlich, da sich der Abstand der Randfaser vom Schwerpunkt um ein Vielfaches erhöht (siehe auch: Steinerscher Satz). Dies bewirkt trotz des geringen Materialeinsatzes eine enorme Steigerung des Tragvermögens.
Bei höheren Trapezprofilen (ab ca. 80 mm) werden die Stege selber nochmals leicht profiliert, um ein Beulen oder Einknicken zu behindern.

### Beispiel
|                                            | Ebenes Blech | Trapezprofil (111/275) |
| ------------------------------------------ | ------------ | ---------------------- |
| Blechdicke                                 | 1,00 mm      | 1,00 mm                |
| Gewicht                                    | 7,85 kg/m2   | 12,1 kg/m2             |
| Mögliche Spannweite bei 1,20 kN/m2 Auflast | 0,401 m      | 4,54 m                 |

Einem Mehrverbrauch an Material von 54 % steht also eine Steigerung der möglichen Spannweite auf mehr als das 11-fache gegenüber.

### Bemessung
Für die Bemessung von Trapezprofilen bieten die meisten Hersteller Tabellen an, mittels derer das benötigte Profil für eine statische Vorbemessung in Abhängigkeit von Spannweite und Auflast für verschiedene Stützungen (Ein-, Zwei- oder Dreifeldträger), einfach ermittelt werden kann. Für die endgültige statische Bemessung wird verschiedene Software angeboten. Eine Handrechnung muss in jedem Fall auf der Basis von Typenprüfungen des Herstellers erfolgen. Die darin erhaltenen Profilkennwerte sind unabhängig geprüft.

## Stahlbeton-Verbundkonstruktion
Durch Verbundkonstruktionen lassen sich die speziellen Eigenschaften von verschiedenen Materialien ausnutzen.
Indem die Rippen des Trapezprofils mit Beton verfüllt werden, erhöht sich das Gewicht der Konstruktion. Schwingungsverhalten, Schalldämmung und Wärmespeicherfähigkeit verbessern sich. Sofern der Beton jedoch nicht durch gesonderte Verbindungselemente schubfest mit dem Trapezprofil verbunden wird, kann er keine Tragwirkung übernehmen und stellt lediglich eine zusätzliche Last dar.
Alternativ kann ein leichtes Trapezprofil als verlorene Schalung eingesetzt werden. Es wird dann bis zur Aushärtung des Betons abgestützt. Ist der Beton ausgehärtet, übernimmt er die alleinige Tragwirkung.
Die konstruktive Überdeckung bei Tragschalen aus Trapezprofilen mit oberseitiger Dachabdichtung ist mit einer Länge von 50 bis 150 mm auszuführen.
Trapezprofile mit Blechdicken tN > 1,0 mm werden stumpf gestoßen. Wird es erforderlich, Trapezprofile mit einer Blechdicke tN > 1,0 aufgrund von z. B. fehlenden zweiten Befestigungsschienen am Auflager zu überdecken, so müssen die Bedingungen für Doppellagen eingehalten werden.
Werden Profiltafeln als Dachdeckung (wasserführende Schale) verwendet, beträgt die Regeldachneigung 7°. Diese kann jedoch gemäß unten aufgeführter Tabelle bis auf 5° unterschritten werden, wenn zusätzliche dichtende Maßnahmen gemäß den vom IFBS veröffentlichten Details angewendet werden.
Tabelle: Querstoß – Dachdeckung (Negativlage)
| Profiltafeln als Dachdeckung   | Profiltafeln als Dachdeckung         |
| ------------------------------ | ------------------------------------ |
| Dachneigung in Grad            | Überdeckungslänge in mm              |
| 3° (Mindestdachneigung) bis 5° | Ohne Querstoß und ohne Durchdringung |
| 5° bis 7°                      | 200 mit zusätzlichen Maßnahmen       |
| 7° (Regeldachneigung)          | 200                                  |
| ≥ 7°                           | 200                                  |
| ≥ 12°                          | 150                                  |
| ≥ 20°                          | 100                                  |

Die Mindestdachneigung von 3° soll bei Dachdeckungen mit Profiltafeln nicht unterschritten werden. Die Querstoßüberdeckung ist immer in Abhängigkeit von der Dachneigung zu wählen. Eine Mindestüberdeckungslänge von 200 mm bei Querstößen in wasserführenden Dachschalen hat sich bewährt. Bei wasserführenden Dachschalen mit Profiltafeln aus Stahl sind aus Korrosionsschutzgründen in den Querstoßüberdeckungen immer zusätzliche Dichtungsmaßnahmen, z. B. geeignete Dichtbänder, vorzusehen.
Früher wurde generell empfohlen, die Verlegerichtung entgegen der vorherrschenden Windrichtung auszuwählen. Aufgrund der Tatsache, dass es vielfach nicht die vorherrschende – oder maßgebende Windrichtung gibt, ein Dach in jeder Windrichtung dicht sein muss und heute Dichtbänder grundsätzlich zu verwenden sind, kann auf diese Empfehlung in Deutschland verzichtet werden. Die Berücksichtigung der vorherrschenden Windrichtung ist somit nur noch eine zusätzliche Sicherheitsmaßnahme, die Regendichtheit wird aber durch andere Maßnahmen gewährleistet.